# Nago (Nago-Torbole)
Nago è una frazione del comune di Nago-Torbole in provincia autonoma di Trento, Trentino-Alto Adige. Si trova ad un'altezza di 222 m s.l.m. affacciato sull'estremità nord orientale del lago di Garda.

## Storia
L'area risulta abitata sin da epoca preistorica e scavi realizzati nella seconda metà del XX secolo hanno permesso il rinvenimento di importanti resti anche romani. Sia l'area del Castel Penede e dintorni boschivi che l'area sottostante in vari punti nel paese hanno restituito numerosi reperti di età celtica ma soprattutto romana, tra cui armi, vasellame, alcune tombe, resti di domus e di almeno un accampamento militare (castrum) negli ultimi anni. La prima citazione su documenti del luogo risale al 1171, e si riferisce ad una contesa territoriale che riguardava la zona Bordina.
Durante la Grande Guerra entrò in funzione il sistema difensivo predisposto dall'impero austroungarico che includeva il territorio di Nago in un'estesa linea che comprendeva il sud del Trentino austriaco, con Nago, Passo San Giovanni, Mori e Rovereto. I forti di Nago erano già stati eretti dal 1861.

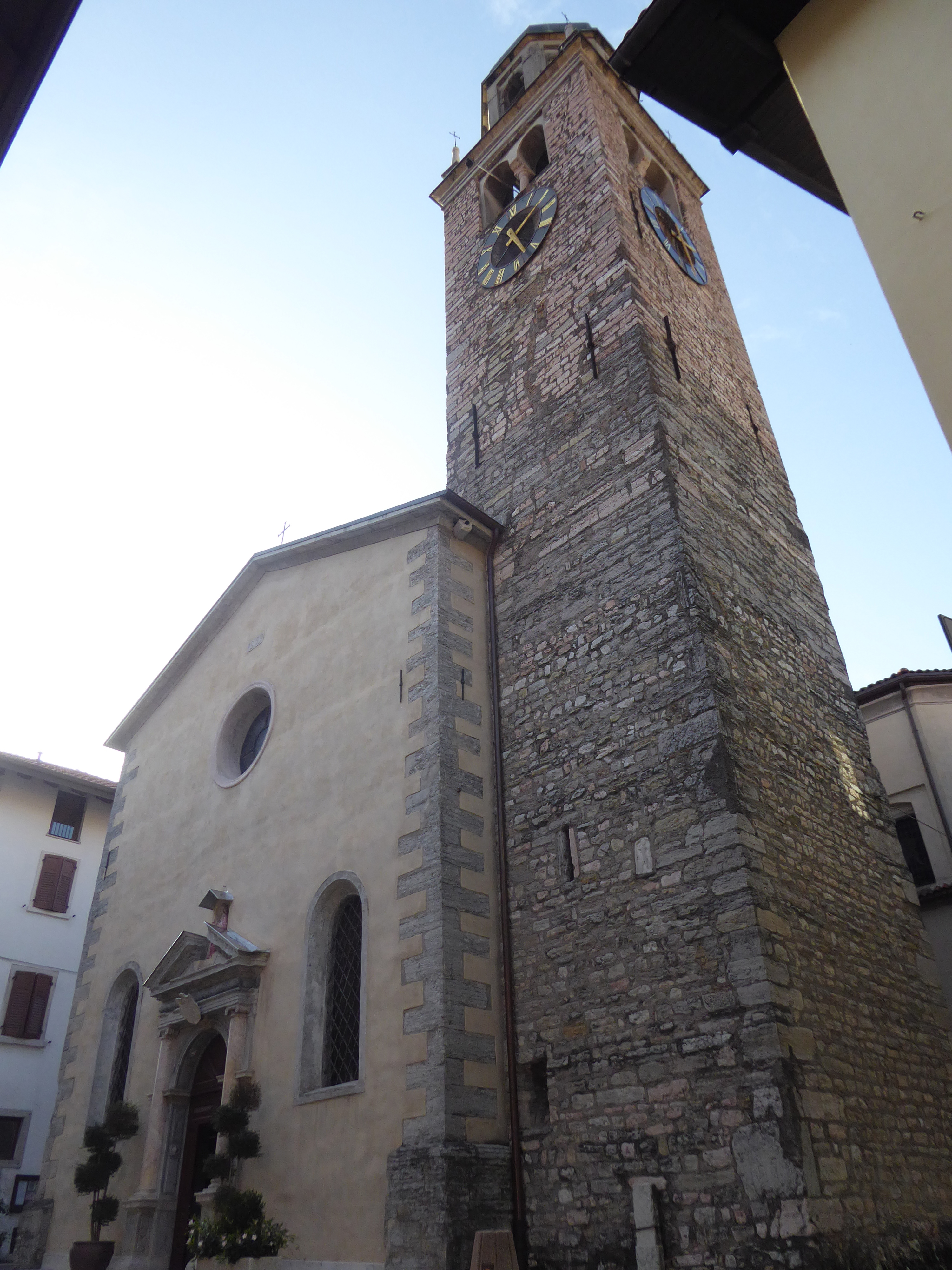
Chiesa di San Vigilio.

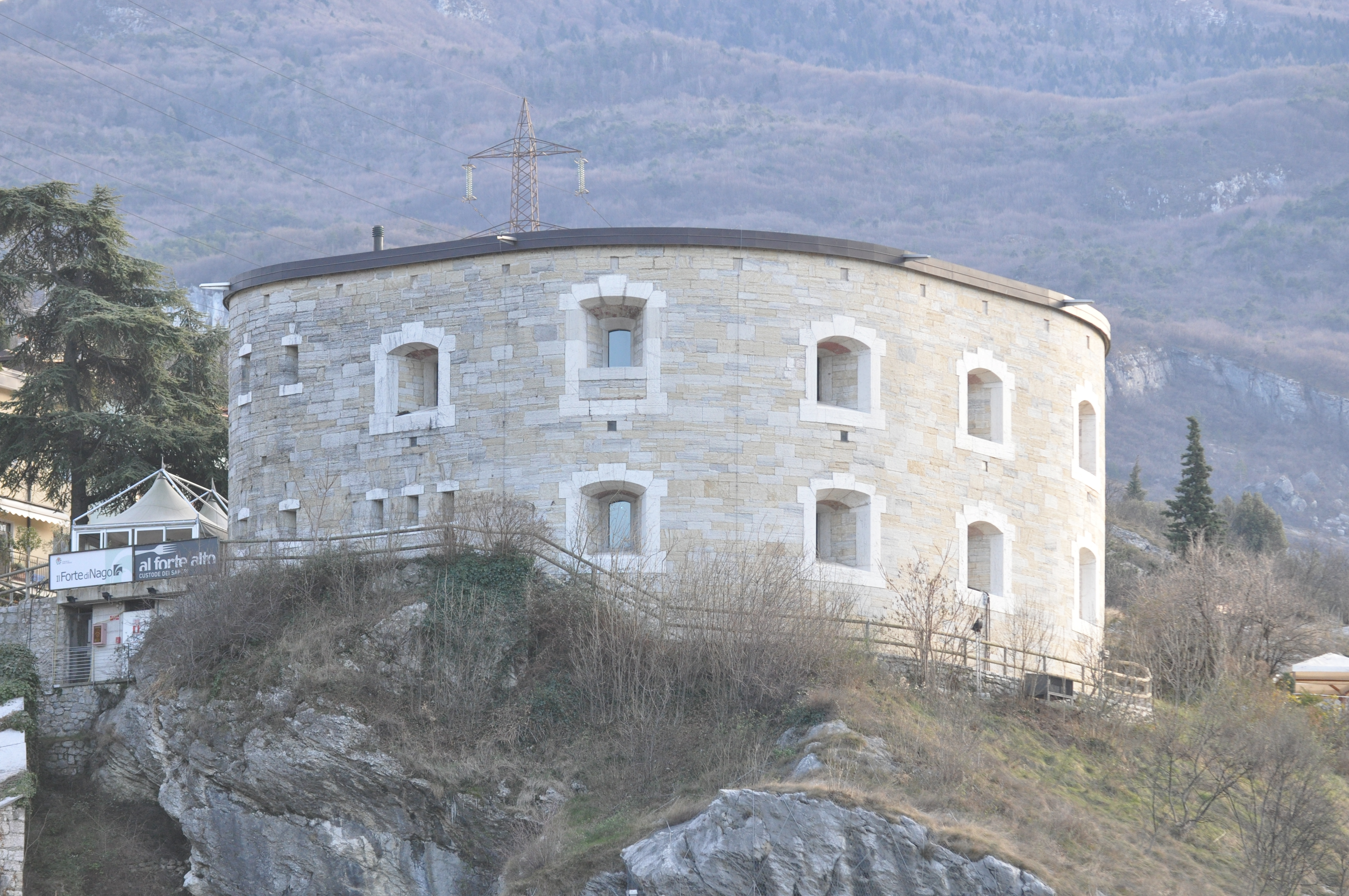
Forte di Nago.

## Monumenti e luoghi d'interesse

### Architetture religiose
- Chiesa di San Vigilio. Parrocchiale della frazione. Risale alla fine del XVI secolo ed è nominata per la prima volta nel 1203. Durante la visita pastorale di Bernardo Clesio del 1536 gli inviati vescovili invitano gli abitanti del paese a ricostruire la chiesa e i lavori terminarono nel 1599.[1]
- Chiesa della Santissima Trinità. Sull'altare maggiore vi è una notevole ed antica statua lignea della Trinità Celeste.
- Chiesa di San Rocco. Piccola chiesa sussidiaria all'estremità est del centro abitato.[1]
- Chiesa di San Zeno. Edificio molto antico, rimaneggiato nel XVI secolo, divenuta chiesa privata. Si trova sul colle al centro di Nago.[1]

### Architetture militari
- Forte di Nago. In origine composto da due casematte poste di traverso alla strada che fu sbarrata con un portone. Si tratta del forte militare meglio conservato del Trentino.
- Castel Penede, ormai ridotto a rudere. Costruito intorno al 1200 su sedimenti neolitici e poi romani e celtici, fu feudo di grande importanza dei Conti di Arco e fu a lungo conteso nelle guerre tra guelfi e ghibellini. Pare addirittura abbia ospitato il sommo poeta Dante Alighieri intorno al 1309 quando il castello apparteneva ai Castelbarco e che qui egli abbia composto il Canto XX Inferno della sua Divina Commedia, in cui cita il Benaco, ossia il lago di Garda. Nel 1438 fu espugnato dalle truppe del Gattamelata. Nel 1703 poi saccheggiato e dato alle fiamme dalla truppe francesi di Luigi Giuseppe di Borbone-Vendôme. Nel settore circostante ed anche accanto alle rovine sono attivi ad oggi vari scavi archeologici in merito a rinvenimenti di villaggi romani e celtici e sono stati estratti molti reperti.

### Architetture civili
- Casa della Comunità.[4]
- Casa Tonelli, fatta edificare dalla famiglia Tonelli.[1]

### Aree naturali
- Marmitte dei giganti. Fenomeno postglaciale tra i più interessanti eventi geologici del Trentino.[1]
- Valletta di Santa Lucia. Collegava con l'antica strada romana attiva fino ai primi del Settecento la valle dell'Adige con il lago di Garda. Oggi vanta alcuni tra gli ulivi più longevi del Trentino.
- Il Monte Altissimo di Nago. Grande rilievo alle cui pendici sorge il paese, area ricca di flora e fauna che conta molte specie di interesse naturalistico, endemiche o in via di estinzione.